# Пантази, Николай Юрьевич
Николай Юрьевич Пантази (укр. Микола Юрійович Пантазі; 1946 — 25 июля 2018) — советский и украинский тренер; Заслуженный тренер Украинской ССР (1990), Заслуженный работник физической культуры и спорта Украины (1996). Почётный гражданин Мариуполя (19.05.2016).

## Биография
Родился в 1946 году в городе Сысерть Свердловской области, где окончил среднюю школу и занимался классической борьбой.
В 1964 году поступил в Ленинградский государственный институт физической культуры им. П. Ф. Лесгафта, по окончании которого в 1968 году был направлен на работу тренером-преподавателем в Новочеркасский институт сельского хозяйства.
В 1970 году переехал в город Жданов, где стал работать стал преподавателем кафедры физического воспитания Ждановского металлургического института.
С 1987 года он начал работать тренером по классической борьбе в Специализированной детско-юношеской школе Олимпийского резерва города Жданова.
За более чем 40-летнюю тренерскую деятельность Николай Юрьевич Пантази воспитал десятки мастеров спорта и победителей различных соревнований — М. Швыдкого, В. Танача, А. Аштаменко, Р. Коротича, И. Годлевского, братьев Матийченко.<Его сын Пантази Евгений, являясь мастером спорта по греко-римской борьбе, работает Капитаном загран плавания Главным его достижением стала работа с Вячеславом Олейником — первым олимпийским чемпионом независимой Украины: «Николай Юрьевич является Заслуженным тренером Украины, Заслуженным работником физической культуры и спорта, почетным преподавателем Приазовского государственного технического университета. Это человек, который подготовил первого олимпийского чемпиона в независимой Украине», — прокомментировал Давид Табатадзе, воспитанник мариупольской школы бокса, мастер спорта международного класса, возглавляющий управление физической культуры и спорта городского совета Мариуполя.